# Arenaria achalensis
Arenaria achalensis är en nejlikväxtart som beskrevs av August Heinrich Rudolf Grisebach. Arenaria achalensis ingår i släktet narvar, och familjen nejlikväxter. Inga underarter finns listade i Catalogue of Life.